# Янко Попович
Янко Попович, наричан Цинцар Янко (на сръбски: Цинцар Јанко Поповић), е сръбски революционер от влашки произход, войвода от Първото сръбско въстание

## Биография
Янко Попович е роден през 1779 година в Охрид, тогава в Османската империя, в семейство на свещеници, произхождащи от влашкото село Долна Белица. Там е роден и неговият братовчед Марко Костич (Цинцар Марко). След като убива турчин Янко бяга на север и около 1800 година се установява във Валево, където получава прякора си Цинцар заради влашкия си произход.
Попович се включва в Първото сръбско въстание. Между 1804 и 1811 година се сражава с турците предимно покрай река Дрина. Участва в превземането на Карановац (Кралево) през 1905 година, битката за Лещина (1806) и Чучуге (1806). Отличава се в битката при Мишар (1806), като дори преследва разбитите босненски войски в Хабсбургската империя, която настоява за залавянето и осъждането му. В края на 1806 година участва в освобождението на Белград, а през 1807 година е ръководител на гарнизона в Шабац. През 1809 година получава титлата войвода и отново се сражава в Босна. През 1810 година се сражава в битката при Тичар край Лозница. По време на въстанието отваря своя търговска кантора в Белград. А при конфликта между Караджордже и други ръководители на въстанието, взима неговата страна. След това става войвода на Пожаревац. По време на османското настъпление от 1813 година Цинцар Марко защитава Делиград и южния фронт, но е принуден да се оттегли, първо към Пожаревац, а след това към Белград, откъдето бяга в Хабсбургската империя.
Там е арестуван и съден в Арад, но по желание на Русия е екстрадиран в Хотин до 1830 година. Неговите синове получават офицерско образование от руската армия, след което заедно се завръщат в получилата автономия Сърбия. Цинцар Марко се установява в Шабац, където тежко се разболява и на път за Сокол баня умира в манастира край Раваница през 1833 година. Възпят е в множество народни песни.